# Tracey Childs
Tracey Childs (Londen, 30 mei 1963) is een Britse actrice.

## Carrière
Childs begon in 1975 met acteren in de televisieserie Upstairs, Downstairs, waarna zij nog meerdere rollen speelde in televisieseries en films. Zij is het meest bekend van haar rol als Lynne Howard en Lynne Dupont in de televisieserie Howards' Way waar zij in 38 afleveringen speelde (1985-1990).
Childs is naast actrice ook actief als stemactrice voor audioboeken voor de Engelse firma Big Finish Productions. Voor dit bedrijf heeft zij diverse audioboeken ingesproken.
Childs was van 1990 tot en met 1998 getrouwd met acteur Tony Anholt.

### Films
Uitgezonderd korte films.
- 1989 The Shell Seekers - als Penelope (20 jaar)
- 1985 Deceptions - als Rita Macmillan
- 1984 A Talent for Murder - als Pamela Harrison
- 1984 Aladdin and the Forty Thieves - als Pekinees koor
- 1982 The Scarlet Pimpernel - als Suzanne
- 1982 Baal - als Johanna
- 1980 Richard's Things - als Joanna
- 1977 A Christmas Carol - als Fan
- 1976 The Snow Queen - als prinses

### Televisieseries
Uitgezonderd eenmalige gastrollen.
- 2013 Broadchurch - als superintendent Elaine Jenkinson - 4 afl.
- 2010-2012 Doctors - als Paula Malone / Susan Matheson - 8 afl.
- 2002-2005 Born and Bred - als Linda Cosgrove - 36 afl.
- 2003-2004 Hollyoaks - als mrs. Cornwell - 7 afl.
- 1985-1990 Howards' Way - als Lynne Howard / Lynne Dupont - 38 afl.
- 1988 Gems - als Jessica - 30 afl.
- 1985 Dempsey and Makepeace - als Lucy Gartrell - 2 afl.
- 1984 Captain Zep - Space Detective - als professor Vana - 6 afl.
- 1983 A Married Man - als Jilly Mascall - 2 afl.
- 1980-1982 Flesh and Blood - als Betty McKellar - 11 afl.
- 1981 Sense and Sensibility - als Marianne Dashwood - 7 afl.
- 1979 The Strange Affair of Adelaide Harris - als Mary Harris - 3 afl.
- 1978 The Prime of Miss Jean Brodie - als Rose Stanley - 5 afl.

- Bibliothèque nationale de France: cb14071335w (data)
- Gemeinsame Normdatei: 173044212
- International Standard Name Identifier: 0000 0003 6189 5939
- Library of Congress Control Number: no93033986
- MusicBrainz: 782532bb-87cf-4c80-b4bd-5298578e680d
- Nationale Bibliotheek van Israël: 987007333348305171
- Nationale Bibliotheek van Polen: a0000002292804
- Virtual International Authority File: 223176822
- WorldCat: E39PBJqvVXFWjWdF8wCky6RqcP